# Ljubynzi
Ljubynzi (ukrainisch Любинці; russisch Любинцы Ljubinzy, polnisch Lubieńce) ist ein Dorf in der westukrainischen Oblast Lwiw mit etwa 954 Einwohnern.
Ljubynzi wurde erstmals 1465 schriftlich erwähnt und gehört zur Landgemeinde Hrabowez-Duliby, bis 2020 bildete sie zusammen mit dem nördlich gelegenen Dorf Chromohorb (Хромогорб) die gleichnamige Landratsgemeinde. Das Dorf besitzt, südöstlich des Ortskerns in Flussnähe gelegen, einen Bahnhof an der Bahnstrecke Lwiw–Stryj–Tschop.
Ljubynzi liegt im Südwesten des Rajon Stryj am Ufer des Flusses Stryj. Das Rajonzentrum Stryj ist über die Fernstraße M 06/E 50 nach etwa 18 km in nordöstliche Richtung zu erreichen. Das Oblastzentrum Lwiw liegt etwa 90 km nördlich des Dorfes.